# Тиноко, Хосе
Хосе Луис Тиноко Киппс (исп. José Luis Tinoco Kipps; род. 6 июля 1974) — гватемальский легкоатлет, специалист по бегу на короткие дистанции. Выступал на профессиональном уровне в 1994—2001 годах, обладатель трёх серебряных медалей Центральноамериканских игр, победитель и призёр ряда крупных международных стартов, участник летних Олимпийских игр в Сиднее.

## Биография
Хосе Тиноко родился 6 июля 1974 года.
Первого серьёзного успеха в лёгкой атлетике на международном уровне добился в сезоне 1994 года, когда вошёл в состав гватемальской сборной и выступил на Центральноамериканских играх в Сан-Сальвадоре, где вместе с соотечественниками выиграл серебряную медаль в зачёте эстафеты 4×100 метров.
В 1997 году на Центральноамериканских играх в Сан-Педро-Сула вновь стал серебряным призёром в эстафете 4×100 метров.
В 1998 году среди прочего бежал эстафету 4×100 метров на Центральноамериканских и Карибских играх в Маракайбо.
В 1999 году в эстафете 4×100 метров занял шестое место на Панамериканских играх в Виннипеге.
В 2000 году установил свои личные рекорды на дистанциях 100 и 200 метров — 10,63 и 21,88 соответственно. Благодаря череде успешных выступлений удостоился права защищать честь страны на летних Олимпийских играх в Сиднее — в эстафете 4×100 метров на предварительном квалификационном этапе совместно с Хосе Менесесом, Оскаром Менесесом и Роландо Бланко показал время 39,34, чего оказалось недостаточно для выхода в финал.
В 2001 году отметился выступлением на домашних Центральноамериканских играх в Гватемале, где завоевал серебряную медаль в программе эстафеты 4×100 метров, уступив только команде Коста-Рики.
В дальнейшем больше не показывал сколько-нибудь значимых результатов в лёгкой атлетике на международной арене.